# Giuseppe Cosenza
Giuseppe Cosenza, italijanski rimskokatoliški duhovnik, škof in kardinal, * 20. februar 1788, Neapelj, † 30. marec 1863.

## Življenjepis
14. marca 1812 je prejel duhovniško posvečenje.
2. julija 1832 je bil imenovan za škofa Andrie in 8. julija istega leta je prejel škofovsko posvečenje.
30. septembra 1850 je bil imenovan za nadškofa Capue, povzdignjen v kardinala in imenovan za kardinal-duhovnika S. Maria in Traspontina.